# Келхајм
Келхајм (њем. Kelheim) град је у њемачкој савезној држави Баварска. Једно је од 24 општинска средишта округа Келхајм. Према процјени из 2010. у граду је живјело 15.560 становника.

## Географски и демографски подаци
Келхајм се налази у савезној држави Баварска у округу Келхајм. Град се налази на надморској висини од 343 метра. Површина општине износи 76,8 km². У самом граду је, према процјени из 2010. године, живјело 15.560 становника. Просјечна густина становништва износи 203 становника/km². Посједује регионалну шифру (AGS) 9273137.

## Историја
На подручју Келхајма налазило се келтско насеље (опидиј) површине 640 хектара. Било је то друго насеље по површини у Јужној Њемачкој. Тврђава је заузимала површину од 60 хектара.
Прво модерно насеље потиче из 866. У 11. вијеку Келхајм је био сједиште Вителсбаха. Градска права добио је 1181. од баварског војводе Отона I.

## Међународна сарадња
| Мјесто           | Држава    | Врста сарадње | Од    |
| ---------------- | --------- | ------------- | ----- |
| Соаве            | Италија   | партнерство   | 2006. |
| Стари Самбир     | Украјина  | контакт       | 1992. |
| Кузња Раћиборска | Пољска    | контакт       | 1994. |
| Омбарес-е-Лаграв | Француска | пријатељство  | 1989. |
| Извор            |           |               |       |